# 망경초등학교
망경초등학교는 대한민국 경상남도 진주시에 있는 공립 초등학교이다.

## 참고 자료
- 망경초등학교 - 한국교육학술정보원 학교알리미